# Monument aux 43 soldats français africains
Le Monument aux 43 soldats français africains est un monument commémoratif érigé à Clamecy, route de Surgy, dans le département de la Nièvre, en France.

## Histoire
Il commémore le massacre par les Allemands, en juin 1940, de 43 soldats d'origine africaine qui faisaient partie des troupes coloniales de l'armée française et qui avaient été faits prisonniers de guerre lors de la bataille de France.
Ces hommes n'étaient pas seulement Sénégalais, mais originaires de différentes parties de l'empire colonial français : Algérie, Côte d'Ivoire, Guinée, Haute-Volta, Maroc, Sénégal, Soudan. 
Le monument, réalisé par le sculpteur Robert Pouyaud, a été inauguré le 20 juin 1948. En 2012 a été ajoutée devant le monument une plaque de pierre gravée des noms des soldats qui ont pu être identifiés.

## Description
Précédé par un muret fermé par une porte métallique, il représente un soldat français d’origine africaine, allongé, mourant, son casque à ses pieds, portant la main gauche à sa poitrine et étreignant de la main droite un totem. Le socle est sculpté de l'inscription, en capitales et en caractères droits : 

« ICI ONT ETE MASSACRES PAR LES ALLEMANDS 43 SOLDATS FRANÇAIS AFRICAINS »

À la base du totem est gravée la date : « 18 JUIN 1940 », qui est celle des premières exécutions. 